# Elongatia
Elongatia es un género que tiene asignada ocho especies de orquídeas, originarias de  Sudamérica. 
Este género fue considerado una vez como parte integrante de Stelis  y, desde su publicación en el 2004, es un género segregado, aunque aún no está aceptado de forma unánime.

## Especies deElongatia
- Elongatia atrohiata (Dod) Luer, Monogr. Syst. Bot. Missouri Bot. Gard. 95: 257 (2004).
- Elongatia carpinterae (Schltr.) Luer, Monogr. Syst. Bot. Missouri Bot. Gard. 95: 257 (2004).
- Elongatia excelsa (Garay) Luer, Monogr. Syst. Bot. Missouri Bot. Gard. 95: 257 (2004).
- Elongatia guttata (Luer) Luer, Monogr. Syst. Bot. Missouri Bot. Gard. 95: 257 (2004).
- Elongatia holtonii (Luer) Luer, Monogr. Syst. Bot. Missouri Bot. Gard. 95: 257 (2004).
- Elongatia janetiae (Luer) Luer, Monogr. Syst. Bot. Missouri Bot. Gard. 95: 257 (2004).
- Elongatia macrophylla (Kunth) Luer, Monogr. Syst. Bot. Missouri Bot. Gard. 95: 257 (2004).
- Elongatia restrepioides (Lindl.) Luer, Monogr. Syst. Bot. Missouri Bot. Gard. 95: 257 (2004).
- Elongatia sijmii (Luer) Luer, Monogr. Syst. Bot. Missouri Bot. Gard. 95: 257 (2004).
- Elongatia superbiens (Luer) Luer, Monogr. Syst. Bot. Missouri Bot. Gard. 95: 257 (2004).